# Преставлки (Жјар на Хрону)
Преставлки (слч. Prestavlky) насељено је мјесто са административним статусом сеоске општине (слч. obec) у округу Жјар на Хрону, у Банскобистричком крају, Словачка Република.

## Становништво
| Година:    | 1994. | 2004.   | 2014.   | 2024.   |
| ---------- | ----- | ------- | ------- | ------- |
| Број људи: | 699   | 670     | 668     | 670     |
| Разлика:   |       | -4,14 % | -0,29 % | +0,29 % |

| Година:    | 2023. | 2024.   |
| ---------- | ----- | ------- |
| Број људи: | 685   | 670     |
| Разлика:   |       | -2,18 % |

Према подацима о броју становника из 2011. године насеље је имало 658 становника.